# 香港仔中心

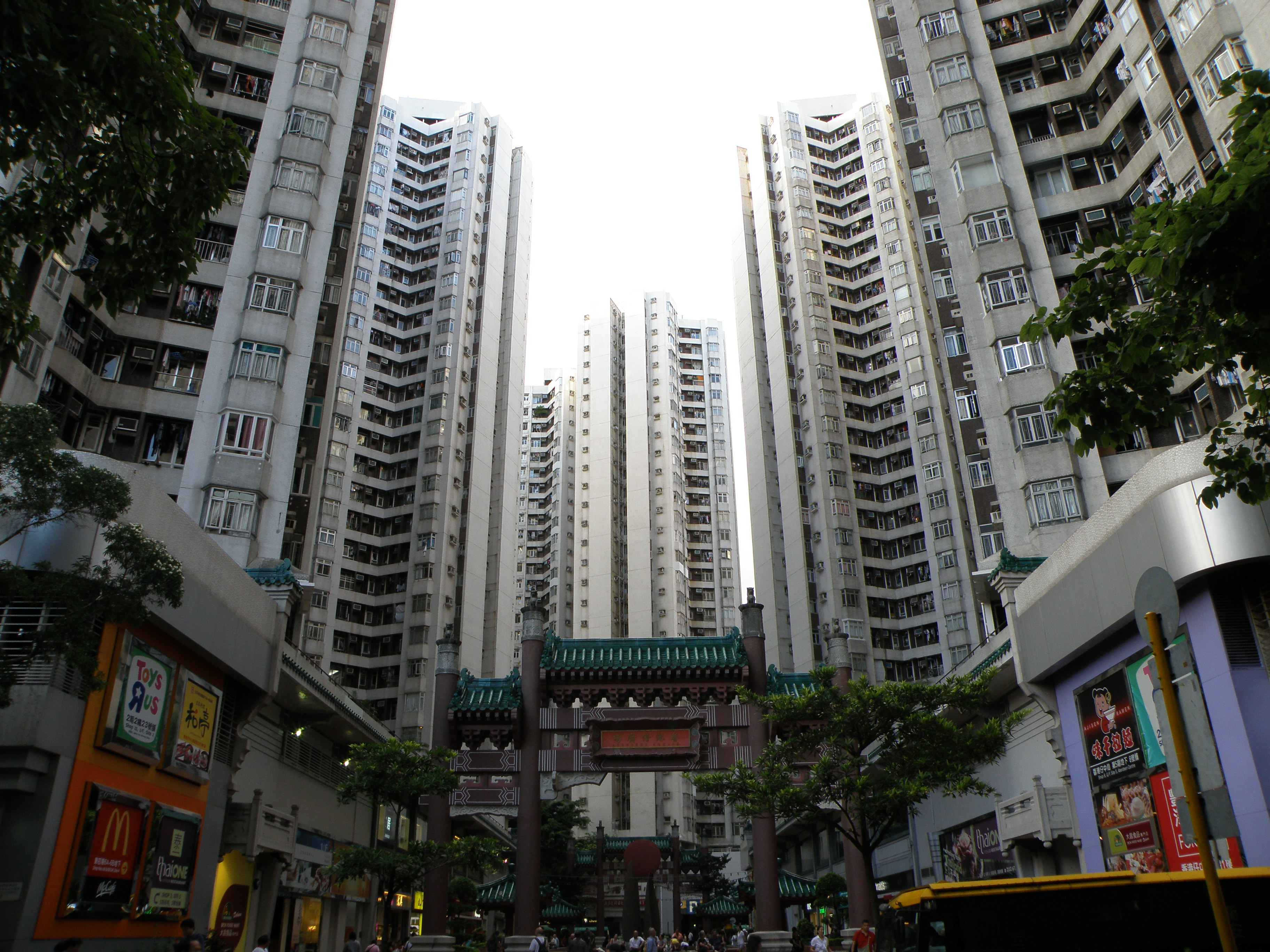
香港仔中心、商場及牌坊

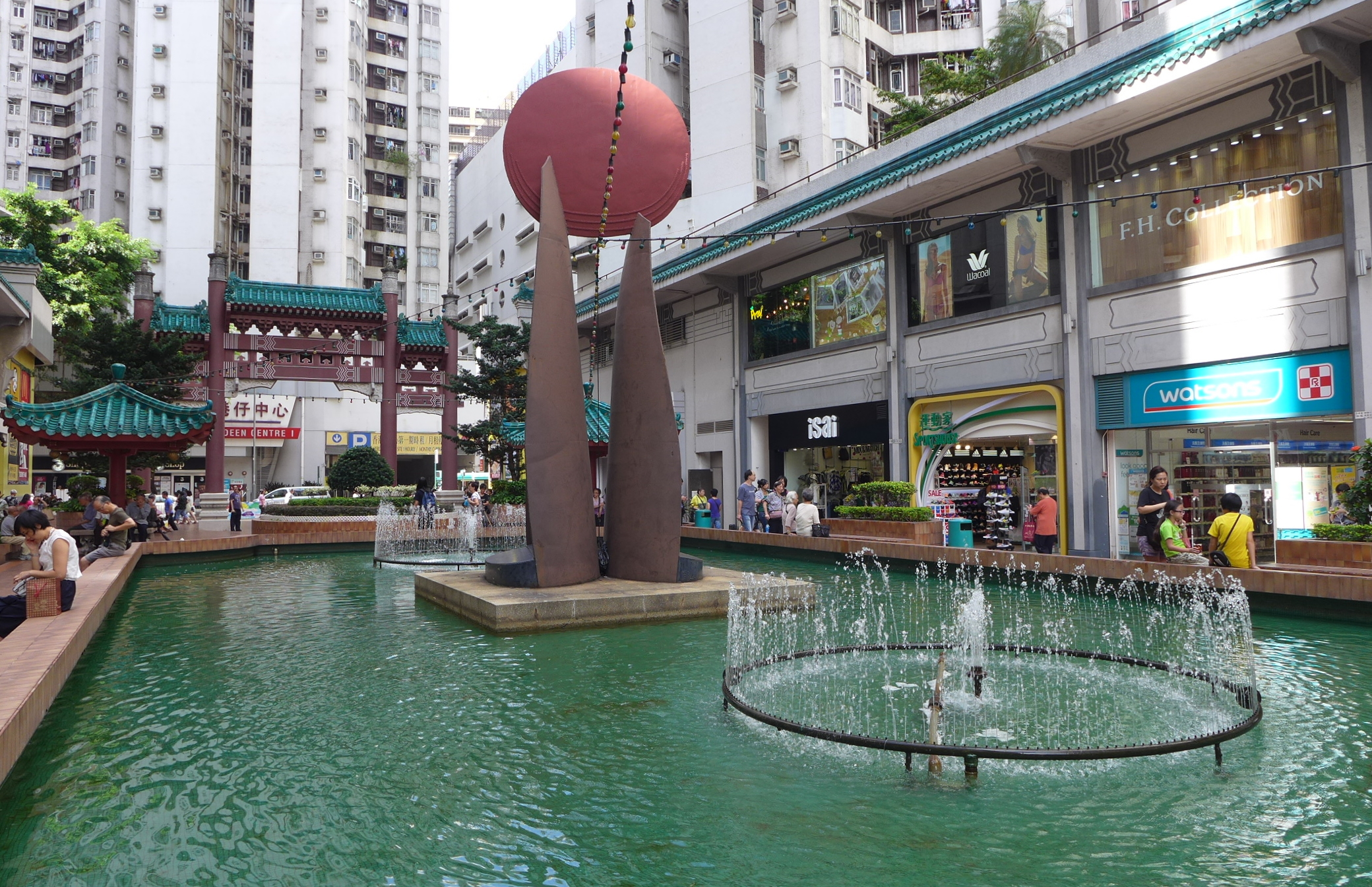
廣場內的噴水池

香港仔中心（英語：Aberdeen Centre）是位於香港島南區香港仔的一個大型私人住宅屋苑，由和記黃埔發展，附設有公園、商場、小巴總站、的士站和巴士站，同時為香港中、高產階級家庭集中地之一。屋苑於1979年至1982年落成，是南區區內名牌屋苑，管理公司為發展商旗下的黃埔物業管理。

## 歷史
早於1874年，為香港仔夏圃船塢，當漁業開始式微後，在1960年填海。

## 特色
香港仔中心共設20座，2,788個住宅單位，部份單位可看到香港仔避風塘的海景。其地標是一個以噴水池為中心的中式庭園，稱為「香港仔廣場」。廣場內的雕塑為本地藝術家夏碧泉的作品《艷陽帆影》，風格為一九七零年代流行的簡約現代主義。

## 租戶
ac是南區內的商場，不少連鎖店的香港仔分店都設於該處，當中包括同屬長江集團的百佳超級廣場、豐澤電器和屈臣氏。到2020年12月更開設AEON旗下的品味生活專門店Mono Mono。在2025年4月30日開設龍豐Mall店。

## 圖片集

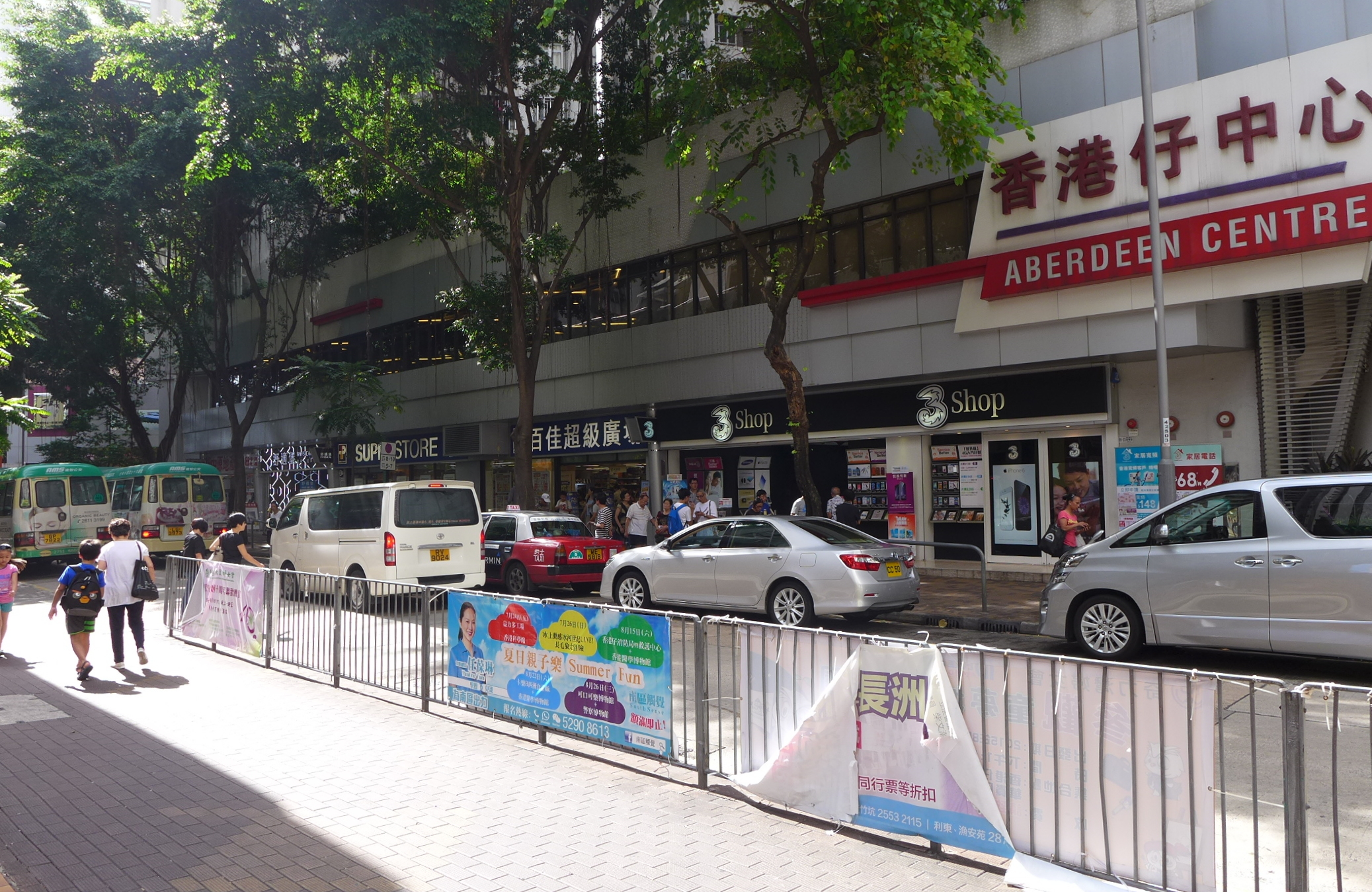
香港仔中心商場ac1外貌
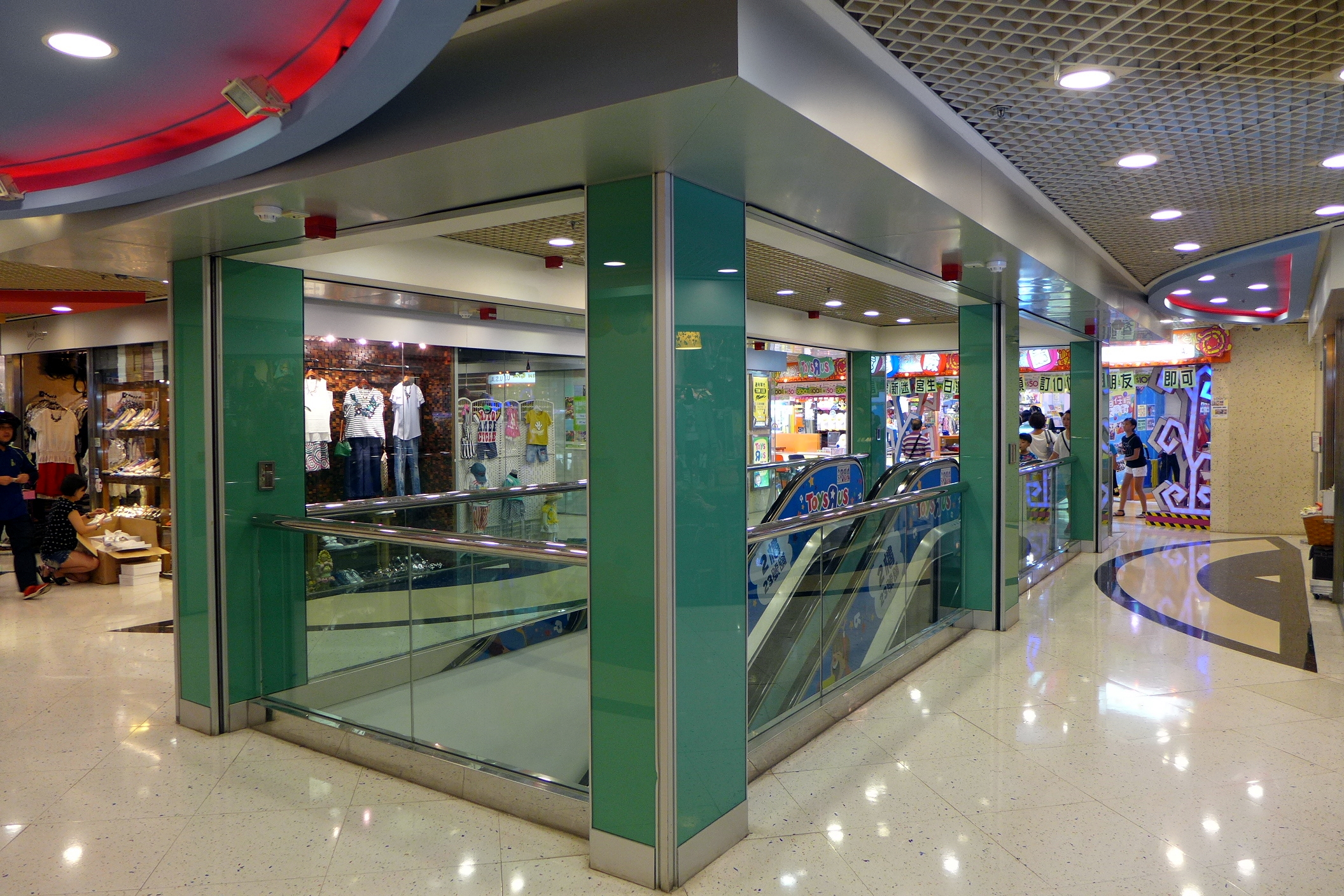
香港仔中心商場ac2商店
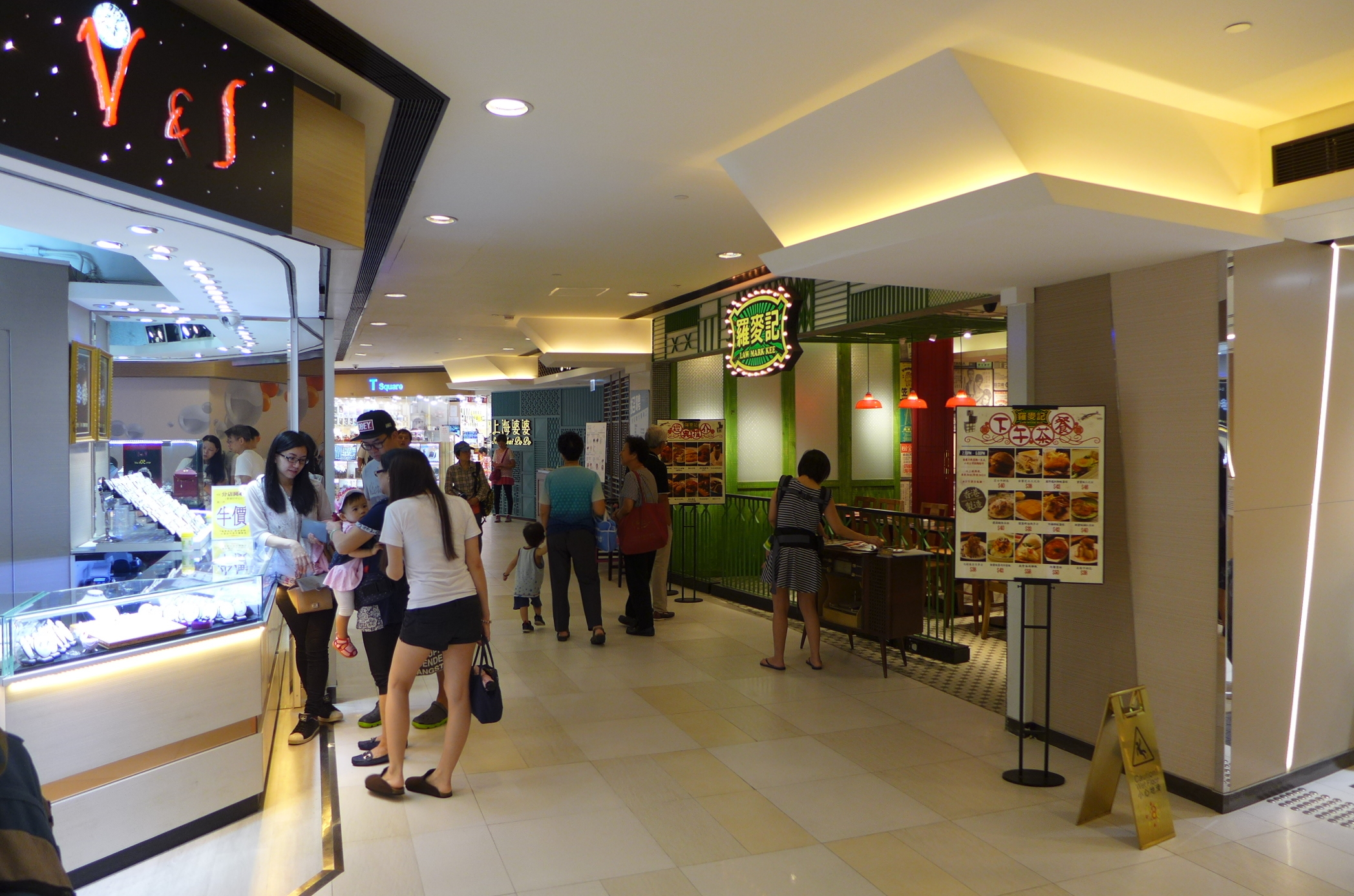
香港仔中心商場ac4商店
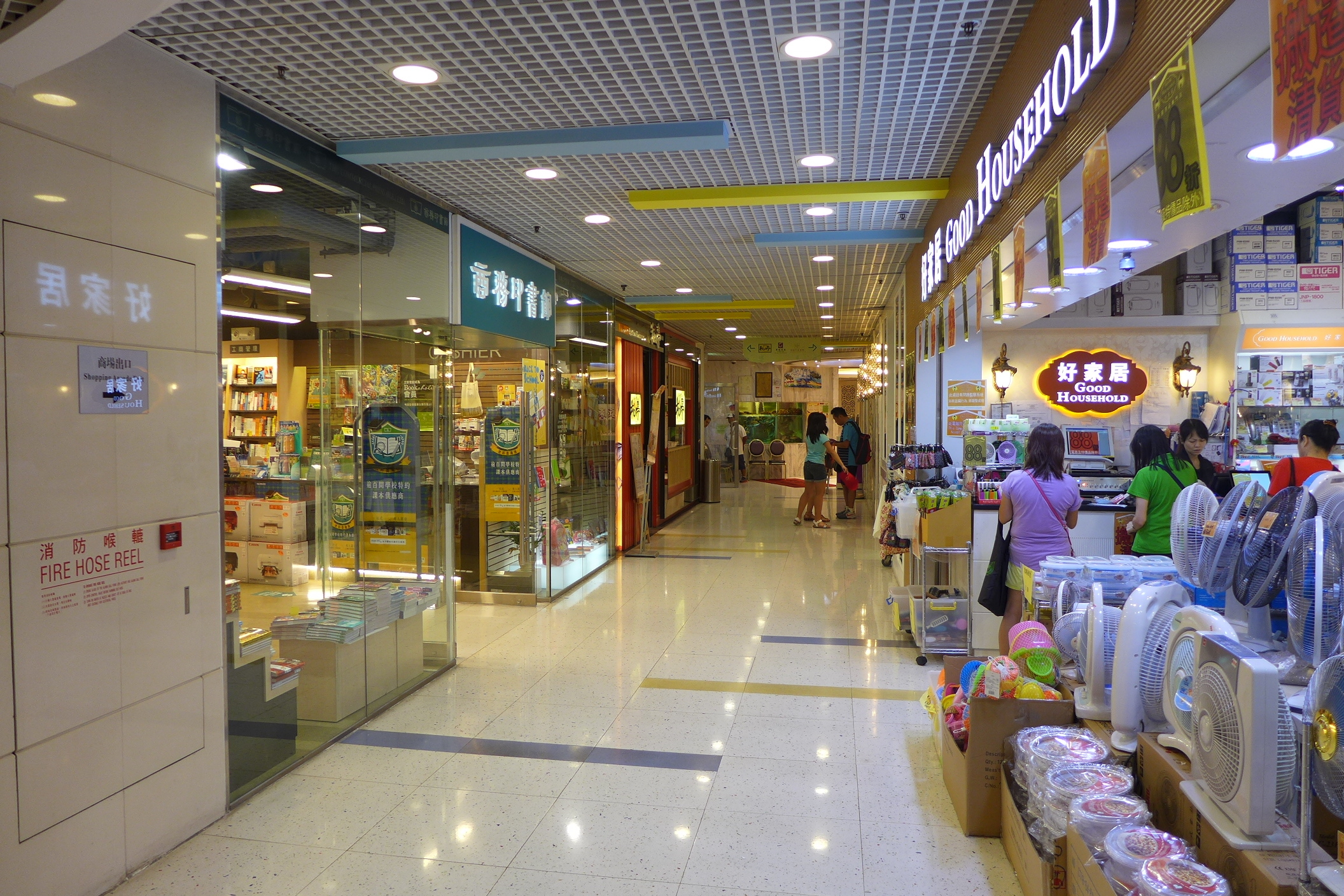
香港仔中心商場ac5商店

## 交通
香港仔中心的居民主要依靠巴士及專線小巴服務往返各區，此外，在香港仔海濱公園亦有渡輪來往南丫島、蒲台島和鴨脷洲大街。

## 記事
2023年5月-2024年10月：香港仔中心廣場開始分階段翻新更換地下地磚。
2024年11月11日-2025年3月13日：香港仔中心第一期商場開始拆懸臂式平板簷篷工程。

## 其他

### 鄰近建築
- 香港仔市政大廈
- 利港中心
- 福利群大廈

### 街道
- 鴨脷洲大街

### 同區中、高產屋苑
- 海怡半島
- 港島南岸
- 澄天(住宅)(香港仔舊大街)

1. ↑  . 明報.   [2018-11-04]. （原始内容存档于2018-11-05）. （页面存档备份，存于）